# BayArena
BayArena – stadion piłkarski znajdujący się w Leverkusen w Niemczech. Na co dzień używany przez klub Bundesligi – Bayer 04 Leverkusen. Jego pojemność wynosi 30 210.
23 kwietnia 1956 rozpoczęto budowę nowego stadionu Bayeru 04 Leverkusen – "Ulrich-Haberland-Stadion" – przy ulicy Bismarcka. Uroczyste otwarcie "Ulrich-Haberland-Stadion" nastąpiło 2 sierpnia 1958. Nowy obiekt mógł pomieścić 20 000 widzów. W 1963 na uroczystość 100-lecia Bayer AG zainstalowano pierwsze oświetlenie. Dopiero w latach 90. stadion doczekał się kapitalnego remontu – wymieniono maszty oświetleniowe, zamontowano podgrzewaną murawę, ogrzewanie trybun oraz dach.
Światła na boisku zapewniają cztery ułożone symetrycznie maszty oświetleniowe o wysokości 45 m. Łącznie na masztach zamontowano 220 punktowych źródeł światła, o mocy 440 KW. Moc oświetlenia – 2000 lux – przewyższa surowe wymagania FIFA. W przypadku jakichkolwiek zakłóceń automatycznie włącza się awaryjne zasilanie, które zabezpiecza moc oświetlenia na 800 lux.